# Katie Logan
Katie Logan is een personage uit de Amerikaanse soapserie The Bold and the Beautiful. De rol was een van de originele rollen toen de serie in 1987 begon. Nancy Sloan speelde de rol op contractbasis tot 1989, waarna ze de serie verliet. Daarna verscheen ze nog sporadisch, meestal op officiële aangelegenheden zoals een van de vele huwelijken van Brooke. Van 1994 tot 1996 was ze weer wat vaker te zien, voornamelijk om op Brookes kinderen te passen. In 2007 werd de rol gerecast door Heather Tom, waardoor Katie voor het eerst sinds jaren weer prominent in beeld is.

## Personagebeschrijving
Katie woont in The Valley in Californië met haar moeder Beth en haar broer Storm en zussen Donna en Brooke. Haar vader Stephen Logan had zijn gezin jaren geleden in de steek gelaten.
Als tiener had Katie erg veel last van acne. Haar zus Donna had medelijden en vroeg aan Rocco Carner om Katie mee uit te nemen. Zij werd meteen verliefd op Rocco, die eigenlijk verliefd was op Donna. Op een dag vond ze een verlovingsring en dacht dat deze voor haar was, maar eigenlijk had Rocco die gekocht voor Donna. Katie was er kapot en probeerde Rocco te vergeten door een relatie te beginnen met een jongen, Kurt, van haar school.
Na een anonieme tip vonden Donna en Katie hun vader Stephen terug in Arizona. Stephen en Beth verzoenden zich en het gezin was weer compleet. Stephanie Forrester, die Beth Logan als rivale zag omdat zij vroeger een affaire had met Eric zorgde ervoor dat Stephen voor zijn werk overgeplaatst werd naar Parijs en hij en Beth verhuisden.
In 2007 keerde Katie terug naar Los Angeles voor het huwelijk tussen Donna en Thorne Forrester. Katie hoorde een gesprek tussen Donna en Jackie Payne, waarin ze vertelde dat ze niet echt verliefd was op Thorne. Katie vertelde dit aan Thorne, die de bruiloft afblies. Donna was woedend op Katie. Stephanie was Katie erg dankbaar en vond dat ze de enige fatsoenlijke Logan van de familie was.
Katie ging voor Forrester werken op de pr-afdeling. Samen met Jake MacClaine ontdekte ze een videoband die kon bewijzen dat haar vader Stephanie had neergeschoten op de modeshow. Maar het was niet Stephen die Stephanie had neergeschoten maar Katies broer Storm. Katie kon Stephanie ervan overtuigen om geen klacht in te dienen tegen Storm. Storm begon door te draaien en had een pistool, Katie probeerde dit af te pakken en tijdens het gevecht ging het pistool af. Katie was zwaargewond en lag aan een hart-longmachine. Storm, die het allemaal niet meer zag zitten, pleegde zelfmoord, zodat Katie zijn hart kon krijgen.
Nadat Brooke had ontdekt dat ze de biologische moeder van Jack was, de zoon van Taylor en Nick, leek de verloving met Ridge afgeblazen te worden. Katie, die wilde dat Brooke eindelijk gelukkig werd met Ridge, overtuigde Bridget ervan om opnieuw voor Nick te kiezen na zijn breuk met Taylor. Katie werd zelf aangetrokken tot Nick, maar zei aan Bridget dat het niets te betekenen had. Katie kreeg problemen met haar hart, dat door haar lichaam afgestoten werd. De situatie zag er uitzichtloos uit en Katie dacht dat ze zou sterven. Zij en Nick brachten enkele intieme momenten met elkaar door. Bridget ontdekte dat in Stockholm een gelijkaardig geval met succes behandeld werd en stelde dit aan Katie voor. Katie onderging deze therapie en genas.
Hoewel Katie gevoelens had voor Nick, steunde ze Bridget toch bij haar nakende bruiloft. Kort na het huwelijk ontdekte Katie dat ze zwanger was van Nick. Bridget verliet Nick en hij en Katie begonnen een relatie. Echter verloor Katie het kind, waardoor haar relatie met Nick onder druk kwam te staan. Het feit dat ze totaal niet kon opschieten met haar schoonmoeder Jackie droeg eraan bij dat ze hun relatie beëindigden.
Katie bleef niet lang alleen en werd verliefd op Bill Spencer en trouwde met hem in de buurt van het huis waar ze als kind woonde. Bill wilde Forrester Creations overnemen en slaagde daar zelfs in. Hij maakte Katie de nieuwe CEO van het bedrijf. Forrester Creations viel een tijdje daarna wel weer in de handen van de Forresters.
Na de geboorte van hun zoon Will gingen Katie en Bill tijdelijk uit elkaar; Katie kreeg last van post-partumdepressie waardoor ze zichzelf geen geschikte moeder vond, en Bill had in deze periode een relatie met Brooke. De zusterband was hierdoor beschadigd, maar herstelde zich nadat Katie de  teruggekeerde Ridge Forrester overhaalde om weer met Brooke te trouwen. 
Katie was in 2018 getrouwd met Thorne die haar overhaalde om de volledige voogdij over Will op te eisen omdat Bill het niet nauw nam met het vaderschap. Een jaar later keerde Katie terug naar Bill nadat hij door Ridge het ziekenhuis was ingeslagen. Zelf kampte ze met nierproblemen en hing haar leven aan een zijden draadje omdat er geen geschikte donor kon worden gevonden. Dit veranderde toen er zich een anonieme donor aanmeldde; Katie stond er echter op om haar redder persoonlijk te bedanken; tot haar grote verrassing bleek Storms dochter Flo Fulton de donor te zijn. Dit leidde tot boze reacties omdat Flo de zogenaamde draagmoeder was die had meegeholpen aan het omwisselen van Brookes kleindochter Beth voor een dode baby. Ook Katie dacht eerst dat Flo enkel haar nier afstond om een wit voetje te halen bij de rest van de familie, maar uiteindelijk toonde ze dankbaarheid en vergiffenis.
Eenmaal hersteld van de transplantatie kreeg Katie opnieuw een klap te verwerken; tijdens het herenigingsfeest van Brooke en Ridge werd er op de digitale fotolijst een recent filmpje afgespeeld van Brooke en Bill die elkaar zoenden. Erics vrouw Quinn Fuller had dit bekokstoofd om Brooke en Ridge uit elkaar te drijven ten voordele van Flo's moeder Shauna. Brooke en Ridge kwamen weer bij elkaar, maar het huwelijk van Katie en Bill leek nu definitief voorbij.